# Hort del Romeral
L'Hort del Romeral és un antic hort, ara camp de conreu amb fruiters, del municipi de Castell de Mur, al Pallars Jussà, a l'antic terme de Mur, en terres del poble de Vilamolat de Mur.
Està situats a la dreta de la llau del Romeral, al nord de la Costa del Rei, a l'extrem de llevant del Serrat de les Bancalades.